# NGC 1303
NGC 1303 је лентикуларна галаксија у сазвежђу Еридан која се налази на NGC листи објеката дубоког неба.
Деклинација објекта је - 7° 23' 39" а ректасцензија 3h 20m 40,7s. Привидна величина (магнитуда) објекта NGC 1303 износи 13,8 а фотографска магнитуда 14,8. NGC 1303 је још познат и под ознакама MCG -1-9-29, NPM1G -07.0123, PGC 12527.